# Therea
Therea (лат.) — род насекомых из семейства тараканов-черепашек отряда тараканообразных, обитающих в Южной, Восточной и Центральной Индии и на Шри-Ланке. Они встречаются на земле или на низких уровнях растительности в низинных и предгорных лесах и лесистых местностях, которые варьируют от сухих до полувлажных. Длина взрослых особей 1,5-2,8 см, они и черные с контрастными отметинами беловатого или оранжевого цвета (в зависимости от вида). Некоторое виды популярны в качестве домашних животных.

## Виды
В роде Therea 6 видов:
- Therea petiveriana
- Therea olegrandjeani
- Therea defranceschii
- Therea hyperguttata
- Therea nuptialis
- Therea regularis